# Tin Can Forest
Tin Can Forest est le pseudonyme utilisé par les Canadiens Pat Shewchuk et Marek Colek, qui réalisent collectivement illustrations, films et bandes dessinées.

## Récompenses
- 2011 : Prix Joe Shuster du meilleur auteur pour Baba Yaga and the Wolf